# San Marcos (Ocotepeque)
San Marcos (uit het Spaans: "Sint-Marcus") is een gemeente (gemeentecode 1413) in het departement Ocotepeque in Honduras.

## Ligging
San Marcos ligt in de Vallei van Sensenti, aan de rivieren Alax en Suntulín. Verderop loopt de Rio Grande. Het dorp is omgeven door bergen. Dicht bij staat de Merendón, de hoogste berg van Honduras.

## Geschiedenis
In 1718 stond op deze plek een boerderij, die ook San Marcos heette. Deze was eigendom van Sebastián Espinoza uit de plaats Chuncuyuco (het huidige San Francisco del Valle). In 1836 kochten Francisco Lemus en Jacinto Fuentes deze boerderij. Kort daarna stelden zij de grond beschikbaar om het dorp te stichten. Het dorp werd gesticht door Spanjaarden en Belgen die in de goudmijnen werkten.
Tegenwoordig vinden er veel culturele activiteiten in San Marcos plaats, voornamelijk toneeluitvoeringen en literaire evenementen.

## Bevolking
De bevolking is als volgt verdeeld:
| Vrouwen | 11.001 | 52,2% |
| Mannen  | 10.067 | 47,8% |

## Dorpen
De gemeente bestaat uit veertien dorpen (aldea), waarvan de grootste qua inwoneraantal: San Marcos (code 141301) en El Carrizal (141304).